# Ester Wajcblum
Ester Wajcblum, nome scritto anche Estusia o Esterka (Varsavia, 16 gennaio 1924 – campo di concentramento di Auschwitz, 6 gennaio 1945), è stata una partigiana e vittima dell'Olocausto polacca, una delle quattro donne impiccate ad Auschwitz per il ruolo avuto nella preparazione della rivolta del Sonderkommando di Auschwitz del 7 ottobre 1944.

## Biografia
Ester nacque nel 1924 a Varsavia, in Polonia, da Jakub Wajcblum e Rebeka Jaglom. Aveva una sorella maggiore, Sabina, e una minore, Hanka (poi nota come Anna Heilman).
Lei e la sua famiglia, ad eccezione di Sabina che si era maritata e aveva lasciato la Polonia, furono costretti a trasferirsi nel ghetto di Varsavia e nel maggio 1943 vennero deportati a Majdanek, dove i genitori di Ester trovarono la morte.
Ester e Hanka furono poi trasferite ad Auschwitz-Birkenau nel settembre del 1943. Al loro arrivo vennero costrette ai lavori forzati presso la fabbrica di munizioni Weichsel-Union-Metalwerke e impiegate nella produzione della polvere da sparo.
Le due si unirono poi ad un movimento di resistenza che si stava formando all'interno del lager. Assieme ad alcune compagne di prigionia, come Ala Gertner, Regina Safirsztajn e Rose Grunapfel Meth, contrabbandarono la polvere da sparo fuori dalla fabbrica e la consegnarono alla partigiana Roza Robota, impiegata nella sartoria di Birkenau, che a sua volta la passò ai membri del Sonderkommando.
Il 7 ottobre 1944 i Sonderkommando usarono la polvere da sparo per far saltare in aria il crematorio IV di Birkenau. Ala, Roza, Ester e Regina vennero arrestate per il loro coinvolgimento nella vicenda, barbaramente torturate e infine impiccate pubblicamente il 6 gennaio 1945. Hanka sopravvisse  e fu trasferita in un sottocampo di Ravensbrück denominato Neustadt Glewe, per poi essere liberata nel maggio 1945.